# Trifluor-jódmetán
A trifluor-jódmetán, más néven trifluormetil-jodid a metán halogénezett származéka, képlete CF3I. A Halon 1301 (CBrF3) kísérleti alternatívája az emberi jelenlét nélküli területeken. Gáz halmazállapotú tűzoltóanyagként használnák elektromos készülékek tüzének, illetve légi járműveken repülés közbeni tűzesetek oltásához.

## Kémiája
α,β-telítetlen ketonok ródiummal katalizált α-trifluormetilezésénél használják.
Napfény hatására vagy 100 °C hőmérséklet felett a vízzel reakcióba lép, melynek során veszélyes melléktermékek – például hidrogén-fluorid (HF), hidrogén-jodid (HI) és karbonil-fluorid (COF2) – keletkeznek.

## Környezeti hatásai
Molekuláját szén-, fluor- és jódatomok alkotják. Bár a jód a klórnál több százszor hatékonyabban 
pusztítja a sztratoszférában található ózont, kísérletekkel kimutatták, hogy gyengesége miatt a C−I kötés víz hatására könnyen felhasad (az elektronvonzó fluoratomok hatására), ezért a trifluor-jódmetán ózonlebontó potenciálja a Halon 1301-ének kevesebb, mint századrésze (0,008–0,01). Élettartama az atmoszférában nem éri el az 1 hónapot, ez a Halon 1301-ének kevesebb, mint 1%-a, és még a vulkánokból származó hidrogén-kloridénál is rövidebb.
Ugyanakkor még mindig problémát okoz az, hogy a C−F kötés a légköri ablakban abszorbeál. Az IPCC számításai szerint azonban a trifluor-jódmetán 100 éves globális felmelegedési potenciálja 0,4 (azaz a CO2-ének 40%-a).

## Fordítás
Ez a szócikk részben vagy egészben  a   Trifluoroiodomethane című angol Wikipédia-szócikk ezen változatának fordításán alapul.  Az eredeti cikk szerkesztőit annak laptörténete sorolja fel. Ez a jelzés csupán a megfogalmazás eredetét és a szerzői jogokat jelzi, nem szolgál a cikkben szereplő információk forrásmegjelöléseként.